# Steel Dragon 2000
A Steel Dragon 2000 (スチールドラゴン2000, Suchiiru Doragon Ni Chi) egy 97 méter magas acél hullámvasút a japán Nagashima Spa Land vidámparkban Mie prefektúrában. A hullámvasút 2000-ben, a sárkány évében nyílt meg, innen kapta nevét is.
A hullámvasutat néhány hónappal a Cedar Point-beli a 94 méter magas Millennium Force után nyitották meg, és a világ legmagasabb hullámvasútja volt akkor. Csúcstartó helyét 2003-ban veszítette el, amikor szintén Cedar Pointban üzemebe helyezték a 130 méteres Top Thrill Dragstert, majd 2005-ben a 139 m magas Kingda Ka hullámvasutat a Six Flags Great Adventure parkban New Jerseyben. A Steel Dragon jelenleg is tartja a leghosszabb pálya rekordját 2479 méteres pályahosszával.
A Time 2010-ben a 10 legjobb hullámvasút közül a Kingda Ka után a másodiknak sorolta a Steel Dragont.